# Науково-дослідний інститут «Квант»
Державне підприємство "Науково-дослідний інститут «Квант» — науково-виробниче підприємство оборонно-промислового комплексу України, яке займається розробленням та виготовленням багатофункціональних радіолокаційних комплексів, систем цілевказання для ударного ракетного озброєння, комплексів оптико-електронної протидії високоточній зброї, систем керування вогнем, спеціальних електротехнічних приладів і стабілізаторів для бронетехніки.
Входить до переліку підприємств, які мають стратегічне значення для економіки й безпеки України.

## Історія

### 1949—1991
"Науково-дослідний інститут «Квант» було створено відповідно до постанови КМ СРСР від 1 лютого 1949 року № 446—171 та наказу Міністра авіаційної промисловості СРСР від 3 березня 1949 року № 162 як особливе дослідно-конструкторське бюро ДКБ-483.
1957: Особливе дослідно-конструкторське бюро ДКБ-483 було перетворено в Державне союзне конструкторське бюро (ДСКБ).
1966: У зв'язку з розширенням тематики та обсягів робіт, визнанням досягнень в розробці новітньої техніки ДСКБ реорганізовано в Київський науково-дослідний інститут радіоелектроніки.
1972: Розроблено й випробувано дослідні зразки спеціалізованих ЕОМ «Карат» для систем озброєння і керування на надводних і підводних судах ВМФ СРСР.
1973: Підприємство отримало сучасну назву — «Науково-дослідний інститут „Квант“.
Загалом Державними преміями СРСР та УРСР були нагородені 17 розробок НДІ.

### Після 1991 року
Після відновлення незаленості України внаслідок реорганізації НДІ „Квант“ було створено кілька самостійних організацій:
- НДІ „Квант“ (Науково-дослідний інститут „Квант“)
- НДІ „Квант-Навігація“ (Науково-дослідний інститут „Квант-Навігація“)
- НДІ „Квант-Радіолокація“ (Науково-дослідний інститут „Квант-Радіолокація“)
- НДІ „Квант-Транспорт“ (Науково-дослідний інститут транспортної електроніки „Квант-Транспорт“)
- СКБ „Квант-біомед“ (Спеціалізоване конструкторське бюро „Квант-біомед“)
- НВП „Квант-Ефір“ (Науково-виробниче підприємство „Квант-Ефір“)
- мале підприємство „Квант-Оптика“ (Мале державне підприємство „Квант-Оптика“)

В умовах економічної кризи керівництво НДІ ухвалило рішення про частковий розпродаж майна:
- частина приміщень була здана в оренду
- було продано заводську поліклініку НДІ „Квант“[6]
- також, на початку 1990-х років кілька автобусів КаВЗ, які перебували на балансі транспортного цеху НДІ, було передано в оренду, а потім продано приватним підприємствам[7].

У серпні 1997 року НДІ „Квант“ було включено до переліку підприємств, що мають стратегічне значення для економіки та безпеки України.
У квітні 1998 року відповідно до постанови Кабінету міністрів України НДІ „Квант“ було передано у відання міністерства промислової політики України, а мале державне підприємство „Квант-Оптика“ — у відання Київської міської адміністрації.
У 1999 році на виставці озброєння та військової техніки „IDEX-1999“ НДІ „Квант“ було представлено комплекс оптико-електронної протидії „Каштан“.
Наприкінці 1990-х — на початку 2000-х років НДІ „Квант“ брав участь у роботах за програмою „Бліндаж“, яка передбачала модернізацію БМП-1 збройних сил України (на модернізовані БМП-1У встановлюється оптико-телевізійний приціл ОТП-20 розроблений НДІ „Квант“).
Разом з іншими підприємствами концерну „Бронетехніка України“, НДІ „Квант“ брав участь у роботах зі створення танка Т-84. 2000 року на озброєння української армії було офіційно прийнято танк Т-84 (у розробці компонентів для стабілізатора гармати якого брав участь НДІ „Квант“).
У 2001—2002 роках у зв'язку з розширенням урядом України номенклатури продукції військового призначення, що поставляється на експорт., за сприяння компанії «Укрспецекспорт» НДІ «Квант» розпочав постачання продукції на експорт.
У 2002—2008 рр. був розроблений бронетранспортер БТР-4 (У розробці оптико-телевізійного прицілу для якого брав участь НДІ «Квант»).
У 2006 році НДІ «Квант» виготовив перший дослідний зразок модернізованого варіанта комплексу оптико-електронної протидії «Каштан» (який отримав найменування «Каштан-3М» та був спрямований на випробування).
Також, у 2006 році НДІ «Квант» завершив випробування системи управління вогнем корабельної артилерії власної розробки, яка була поставлена на експорт і в 2007 році — запропонована для встановлення на корвет проекту 58250, що будується ВМС України.
На початок 2008 року НДІ «Квант» мав можливість виготовляти наступну продукцію.:
- оптико-телевізійний приціл та систему управління вогнем ОТС-20 для БМП-1[1]
- стабілізатор основного танкового озброєння «Лев»[1] для танків Т-64, Т-72 і Т-84
- джерело живлення універсальне ІПУ-30[1]
- електродвигуни МІК-А, МІК-1, МІК-3, ІУС-0,2, ІУС-0,12, ІУС-1,5[1]
- корабельну схиблену систему управління артилерійською зброєю «Леопард-К»[1]
- корабельну систему управління артилерійським озброєнням «Стилет»[1]
- оптико-електронну систему керування вогнем корабельних артилерійських установок «Сармат»[1]
- загальнокорабельну трикоординатну станцію радіолокації спостереження за повітряною і надводною обстановкою «Ринг»[1]
- комплекс оптико-електронної протидії «Каштан»
- стабілізатори радіолокаційних та оптико-електронних приладів для кораблів ВМФ[1]
- вузьконаправлені випромінюючі системи для берегових РЛС[1]
- системи розвідки та цілевказівки протикорабельним ракетам[1]

Крім того, НДІ мав можливість виконувати капітальний ремонт та модернізацію зенітних самохідних установок ЗСУ-23-4 «Шилка».
Після створення у грудні 2010 року державного концерну «Укроборонпром», НДІ було включено до складу концерну.
У 2013 році за рахунок виконання контрактів щодо постачання електротехнічного обладнання для танків «Оплот» та бронетранспортерів БТР-4 НДІ «Квант» збільшив обсяги виробництва в 1,3 раза (з 36,2 млн гривень у 2012 році до 47 млн гривень у 2013 році) та за рахунок збільшення обсягів експорту продукції зумів у 1,7 разів збільшити чистий прибуток (з 22 млн гривень у 2012 році до 38,4 млн гривень у 2013 році). Крім того, у 2013 році НДІ «Квант» завершило розробку комплексу управління стрільбою корабельною артилерією та комплексу оптико-електронної протидії «Каштан-3М» на базі вантажівки КрАЗ.
Також, у 2013—2014 роках. НДІ продовжував участь у виконанні державної програми «Корвет» Міністерства оборони України (в рамках програми НДІ виконував роботи зі створення восьми виробів для корвету проекту 58250, що будувався: багатофункціональної трикоординатної радіолокаційної станції «Phoenics-E» з фазованими антеними гратами, корабельної оптико-радіолокаційної системи управління вогнем артилерійських установок середнього калібру «Стилет», оптико-електронної системи управління вогнем артилерії малого та середнього калібру «Сармат-2», корабельного комплексу оптико-електронної протидії «Faset», оптикоелектронної на палубу корабля «Saga», інфрачервоної системи виявлення «Selena-X», системи електромагнітної сумісності бойового корабля «Сумісність» та автоматизованої системи бойового управління АСБУ.
20 травня 2014 року прес-служба ДК «Укроборонпром» повідомила про те, що концерн повністю погасив заборгованість НДІ «Квант» та низки інших підприємств концерну..
У жовтні 2014 року прес-служба ДК «Укроборонпром» повідомила, що НДІ «Квант» розробляє панорамний телевізійний комплекс наведення 2Р і вже виготовив перший дослідний зразок комплексу для випробувань..
До кінця 2014 року господарське становище НДІ «Квант» знову ускладнилося, до кінця грудня 2014 року сума заборгованості склала 4,3 млн гривень., до початку червня 2015 року НДІ «Квант» увійшло до найбільших підприємств-боржників міста Києва (станом на 1 червня 2015 року, обсяг заборгованості становив 8,6 млн гривень). Станом на початок листопада 2015 року господарський стан НДІ «Квант» залишався складним.